# Wilemania tripartita
Wilemania tripartita là một loài bướm đêm trong họ Geometridae.